# Episodi di Primeval (seconda stagione)
La seconda stagione di Primeval è andata in onda sul canale britannico ITV1 dal 12 gennaio al 23 febbraio 2008. In Italia è stata trasmessa per la prima volta su Jimmy dal 7 settembre 2008 al 28 settembre 2008. In chiaro è stata trasmessa in prima visione free da Rai 2 dal 9 luglio 2009 al 30 luglio 2009.
| nº | Titolo originale | Titolo italiano | Prima TV UK      | Prima TV Italia   |
| -- | ---------------- | --------------- | ---------------- | ----------------- |
| 1  | Episode 1        | Episodio 1      | 12 gennaio 2008  | 7 settembre 2008  |
| 2  | Episode 2        | Episodio 2      | 19 gennaio 2008  | 7 settembre 2008  |
| 3  | Episode 3        | Episodio 3      | 26 gennaio 2008  | 14 settembre 2008 |
| 4  | Episode 4        | Episodio 4      | 2 febbraio 2008  | 14 settembre 2008 |
| 5  | Episode 5        | Episodio 5      | 9 febbraio 2008  | 21 settembre 2008 |
| 6  | Episode 6        | Episodio 6      | 16 febbraio 2008 | 21 settembre 2008 |
| 7  | Episode 7        | Episodio 7      | 23 febbraio 2008 | 28 settembre 2008 |

## Episodio 1
L'episodio si apre con Nick che ritorna nel presente e tutti tranne Connor che lo prendono pazzo, dato che nessuno si ricorda di Claudia e del fatto che pensa di lavorare insieme al ministero degli interni mentre nella nuova "timeline" lavora per l'ARC, alcuni terribili raptor arrivano in un centro commerciale e sbranano due addetti alla sicurezza. Intanto Nick incontra membri dell'ARC che non aveva mai visto, come un certo Oliver Leek, e la squadra viene mandata a catturare i raptor. Dopo averli scoperti grazie alle telecamere, la squadra va a cercare i dinosauri, ma Connor viene aggredito da un raptor, riuscendo a sfuggirgli. La squadra poi scopre un dipendente ancora dentro il centro commerciale, mandando Abby e Connor a riaccompagnarlo fuori. Nick e Stephen intanto vengono attaccati da un altro raptor. Abby e Connor riescono a catturare un cucciolo di raptor che ferisce seriamente il dipendente, non prima che Connor spari il sedativo sulla gamba di Abby. Dopo un altro attacco delle creature, durante il quale Stephen e Nick catturano un raptor adulto, legano il piccolo raptor e gli fanno gridare aiuto, attraendo il terzo e ultimo raptor, che mangia il cucciolo e attacca Abby, appena risvegliata dal narcotico. Nonostante Stephen sostenga che bisognerebbe abbatterlo, la squadra addormenta il raptor e li porta nell'anomalia. Rispediti indietro i raptor, Lester chiama la squadra per annunciare l'arrivo di un nuovo membro della squadra, Jennifer Lewis, responsabile della segretezza dell'ARC, identica in tutto e per tutto a Claudia Brown.
- Deinonychus (identificato come raptor)

## Episodio 2
Nick è ancora sconvolto da Jennifer e dalla sua somiglianza con Claudia. Intanto, in un palazzo si apre un'anomalia che porta nella nostra epoca dei giganteschi vermi carnivori risalenti all'Era Paleozoica, avvolti nella fitta atmosfera di quell'epoca.
- Verme precambrianico

## Episodio 3
In un parco divertimenti un uomo viene dilaniato. La squadra si rende conto che si tratta di un grande felino. Jennifer si reca da un uomo, West, che vive nei dintorni ed era stato accusato per aver tenuto nascosto leoni in casa, ma si scopre che non è lui. Steven accompagna la vice direttrice del parco Valery a casa, ma, lungo la strada, vedono un uomo venir dilaniato dalla creatura. Le foto, di un reporter amatoriale, non lasciano dubbi: è uno Smilodonte. Si trovano i resti di vari uomini uccisi, seppelliti in una fossa, e ci si rende conto che qualcuno sta aiutando la creatura. All'inizio si pensa a West, ma Nick capisce che si tratta di Valery e si reca da lei che lo minaccia perché crede che quelle creature fossero nate da esperimenti genetici e che il Team le volesse uccidere, ma poi finisce sbranata dalla stessa creatura.
Curiosità: La scena in cui Connor scambia per lo Smilodonte un attore travestito da leone è un possibile riferimento al film Lo squalo 2, dove Brody scambia l'ombra di un banco di pesci per quella di uno squalo.
- Smilodon

## Episodio 4
Un adolescente chiamato Lucien scompare in un tombino, la squadra indaga nel vicino canale del Tamigi. Jenny cade in acqua ed è minacciata da qualcosa che sembrerà, una volta ucciso e pescato, un discendente dello squalo. Nick scopre che il predatore non è lui e torna sul posto, ma qualcosa prende e porta via Abby. Nick e Connor trovano Lucien e salvano Abby, che era stata portata nell'anomalia, da un grosso mammifero simile ad un incrocio tra foca e tricheco: il Mer, che risulta un futuro essere umano, che vive in acqua. Intanto Helen redarguisce Leek per non aver saputo intralciare Nick.
- Discendente dello squalo
- Discendente anfibio dell'uomo

## Episodio 5
Una ragazza, Taylor, insegue il suo cane che s'infila in un'anomalia che porta nell'era siluriana, dove è tutto deserto. Leek manda tre uomini all'insaputa di tutti, ma vengono uccisi da un gigantesco scorpione. Nick e Stephen raggiungono Taylor, lievemente infortunata, e tentano di riportarla a casa, ma l'anomalia si chiude. Con un rilevatore costruito da Connor, Nick riesce a trovare un'altra anomalia e a tornare indietro.
- Scorpione gigante
- Centopiedi
- Uomo di Cromagnon (travestimento)

## Episodio 6
Un Mammut columbiano semina morte e distruzione nell'autostrada M25, Nick, Connor ed Abby provano a riportarlo nella vicina anomalia, ma questa si chiude. Con l'aiuto del piccolo Jake riescono a metterlo in un camion, per portarlo all'ARC. Intanto Helen "allontana" Stephen dalla squadra, mentre Nick e Connor tendono una trappola per scoprire chi mette loro i bastoni tra le ruote, ma attirano l'incolpevole Jenny. Lester, rimasto solo, viene aggredito da un predatore dotato di rilevatore, verrà salvato dal Mammuth columbiano. La squadra, seguendo il cellulare di Caroline, si troverà nel covo di Leek ed Helen, dove scopriranno una specie di zoo di creature estinte da millenni.
- Mammut columbiano

## Episodio 7
Leek vuole diventare dittatore nonostante Helen minacci di liberare dodici mostri in altrettante località turistiche se Lester non accetterà le sue condizioni: il primo, uno scorpione gigante dell'era siluriana, viene liberato subito, ma Stephen, unico membro della squadra ancora libero, riesce a catturarlo. Nick riesce a togliere il rilevatore ad un predatore e a gettarlo in un quadro elettrico, liberando i predatori dagli ordini di Leek che lo sbranano. Nick richiama, grazie alla sirena del cibo, gli animali nelle loro prigioni, ma la chiusura esterna è danneggiata pertanto la porta si chiude solo dall'interno; allora Stephen, raggiunta la squadra, entra per chiuderla, venendo a sua volta sbranato.
- Ammonite (fossile)